# نصرت أباد (فورغ)
نصرت أباد (بالفارسية: نصرت‌آباد) هي قرية تقع في إيران في ناحية فورغ. يقدر عدد سكانها بـ 866 نسمة .